# Cisteller d'Arequipa
El cisteller d'Arequipa (Asthenes arequipae) és una espècie d'ocell de la família dels furnàrids (Furnariidae).

## Hàbitat i distribució
Zones àrides obertes amb arbusts, a prop de l'aigua del sud-oest de Perú, oest de Bolívia i nord de Xile.

## Taxonomia
Ha estat considerat coespecífic del cisteller d'Orbigny (A. dorbignyi), però avui es consideren espècies diferents.